# اکورس کورنر (ویرجینیا)
اکورس کورنر، ویرجینیا (به انگلیسی: Acors Corner, Virginia) در ایالات متحده آمریکا است که در ویرجینیا واقع شده‌است.

## خصوصیات
اکورس کورنر ۶۴٫۰۱ متر بالاتر از سطح دریا واقع شده‌است.